# Samborówko
Samborówko (deutsch Adlig Bergfriede) ist ein Ort in der polnischen Woiwodschaft Ermland-Masuren. Er gehört zur Gmina Ostróda (Landgemeinde Osterode in Ostpreußen) im Powiat Ostródzki (Kreis Osterode in Ostpreußen).

## Geographische Lage
Samborówko liegt im Westen der Woiwodschaft Ermland-Masuren, elf Kilometer südwestlich der Kreisstadt Ostróda (deutsch Osterode in Ostpreußen).

## Geschichte
Der kleine Ort Bergfried – nach 1785 Adlig Bergfriede (mit Zusatz) – bestand aus einem Gut und wurde 1874 in den Amtsbezirk Bergfriede (polnisch Samborowo) im Kreis Osterode in Ostpreußen integriert. Am 1. Dezember 1910 zählte der Ort 27 Einwohner.
Am 30. September 1928 gab Adlig Bergfriede seine Eigenständigkeit auf und schloss sich mit dem Gutsbezirk Liebemühlo (Forst) (polnisch Miłomłyn, Forst) und der Landgemeinde Königlich Bergfriede zur neuen Landgemeinde Bergfriede (Samborowo) zusammen.
In Kriegsfolge kam Adlig Bergfriede 1945 mit dem gesamten südlichen Ostpreußen zu Polen und erhielt die polnische Namensform „Samborówko“. Heute ist der Ort „część wsi Samborowo“ (= ein „Teil des Dorfs Samborowo“) innerhalb der Landgemeinde Ostróda (Osterode i. Ostpr.) im Powiat Ostródzki (Kreis Osterode in Ostpreußen), bis 1998 der Woiwodschaft Olsztyn, seither der Woiwodschaft Ermland-Masuren zugehörig. 

## Kirche
Adlig Bergfriede war bis 1945 in die evangelische Kirche Groß Schmückenwalde (polnisch Smykowo) in der Kirchenprovinz Ostpreußen der Kirche der Altpreußischen Union, außerdem in die römisch-katholische Kirche (Königlich) Bergfriede (polnisch Samborowo) eingepfarrt.
Heute gehört Samborówko evangelischerseits zur Kirchengemeinde in der Stadt Ostróda in der Diözese Masuren der Evangelisch-Augsburgischen Kirche in Polen, sowie katholischerseits weiterhin zur St.-Stanislaus-Kirche Samborowo im Bistum Elbląg (Elbing).

## Verkehr
Samborówko liegt an einer Nebenstraße, die bei Samborowo ((Königlich) Bergfriede) von der einstigen deutschen Reichsstraße 127 und heutigen polnischen Landesstraße 16 abzweigt und über Gierłoż (Görlitz) nach Zielkowo (Zielkau, 1942 bis 1945 Schilkendorf) führt.
Die nächste Bahnstation ist Samborowo an der Bahnstrecke Toruń–Tschernjachowsk (deutsch Thorn–Insterburg).